# Copa América IFA7 2018
Copa América IFA7 2018 bylo 2. ročníkem Copa América IFA7 a konalo se v Ekvádoru ve městě Quito v období od 24. do 28. října 2018. Účastnilo se ho 8 týmů, které byly rozděleny do 2 skupin po 4 týmech. Ze skupiny pak postoupily do vyřazovací fáze první a druhý celek. Vyřazovací fáze zahrnovala 4 zápasy. Původně se turnaje měli účastnit mužstva USA a Mexika, nahradila je Venezuela a Kolumbie. Ve finále zvítězili reprezentanti Ekvádoru, kteří porazili výběr Brazílie 2:1 po penaltách.

## Stadion
Turnaj se hrál na jednom stadionu v jednom hostitelském městě: Estadio Quito (Quito).
| Quito         |
| ------------- |
| Estadio Quito |
| Quito         |

## Skupinová fáze
| Vysvětlivky                     |
| ------------------------------- |
| Týmy postupující do semifinále  |
| Vítěz zápasu je tučně zvýrazněn |

Čas každého zápasu je uveden v lokálním čase.

### Skupina A
| Tým      | Z | V | R | P | VG | IG | +/− | B |
| -------- | - | - | - | - | -- | -- | --- | - |
| Brazílie | 3 | 3 | 0 | 0 | 19 | 3  | +16 | 9 |
| Uruguay  | 3 | 2 | 0 | 1 | 9  | 7  | +2  | 6 |
| Kanada   | 3 | 1 | 0 | 2 | 2  | 11 | −9  | 3 |
| Peru     | 3 | 0 | 0 | 3 | 3  | 13 | −10 | 0 |

| 24. října 2018 16:00 |       |      |                      |
| Kanada               | 2 : 1 | Peru | Estadio Quito, Quito |
|                      |       |      | Estadio Quito, Quito |

| 24. října 2018 19:00                |       |                                                                      |                      |
| Uruguay                             | 2 : 5 | Brazílie                                                             | Estadio Quito, Quito |
| Antonio Pacheco ?' Richard Núñez ?' |       | Vitinho ?' Caio Miranda ?' Boca ?' Willians Santos da Silva 38', 41' | Estadio Quito, Quito |

| 25. října 2018 16:00                                                                             |       |                 |                      |
| Brazílie                                                                                         | 7 : 1 | Kanada          | Estadio Quito, Quito |
| Caio Miranda 7', 46' Gabriel Pessoa 24' Vitinho 26' Paulo Alves 31' Carlos Miranda 39' Rinho 49' |       | Homero Imas 41' | Estadio Quito, Quito |

| 25. října 2018 20:00    |       |                                                                 |                      |
| Peru                    | 2 : 4 | Uruguay                                                         | Estadio Quito, Quito |
| Marco Lin 16' Reyes 29' |       | Diego Perrone 5', 39' Richard Núñez 23' Rafael Flores 37' (vl.) | Estadio Quito, Quito |

| 26. října 2018 16:00                                                          |       |      |                      |
| Brazílie                                                                      | 7 : 0 | Peru | Estadio Quito, Quito |
| Gabriel Pessoa 5', 33', 41' Carlos Miranda 24' Caio Miranda 43', 49' Boca 46' |       |      | Estadio Quito, Quito |

| 26. října 2018 19:00 |       |                                                       |                      |
| Kanada               | 0 : 3 | Uruguay                                               | Estadio Quito, Quito |
|                      |       | Diego Perrone 15' Richard Núñez 26' Alvaro Recoba 37' | Estadio Quito, Quito |

### Skupina B
| Tým       | Z | V | R | P | VG | IG | +/− | B |
| --------- | - | - | - | - | -- | -- | --- | - |
| Ekvádor   | 3 | 2 | 0 | 1 | 10 | 6  | +4  | 6 |
| Kolumbie  | 3 | 2 | 0 | 1 | 7  | 6  | +1  | 6 |
| Venezuela | 3 | 2 | 0 | 1 | 8  | 12 | −4  | 6 |
| Kostarika | 3 | 0 | 0 | 3 | 4  | 9  | −5  | 0 |

| 24. října 2018 17:30 |       |           |                      |
| Venezuela            | 4 : 3 | Kostarika | Estadio Quito, Quito |
|                      |       |           | Estadio Quito, Quito |

| 24. října 2018 20:30       |       |                                              |                      |
| Ekvádor                    | 2 : 3 | Kolumbie                                     | Estadio Quito, Quito |
| Jorge Mendoza 8' Perez 49' |       | Jhon Palacios 5', 42' Santiago Buitriago 46' | Estadio Quito, Quito |

| 25. října 2018 17:30    |       |           |                      |
| Kolumbie                | 2 : 0 | Kostarika | Estadio Quito, Quito |
| ? 27' Jhon Palacios 50' |       |           | Estadio Quito, Quito |

| 25. října 2018 20:30                               |       |                                 |                      |
| Ekvádor                                            | 5 : 2 | Venezuela                       | Estadio Quito, Quito |
| Jorge Mendoza 7', 31', 37', 39' Franklin Salas 29' |       | Luis Rivas 27' Jesus Molina 42' | Estadio Quito, Quito |

| 26. října 2018 17:30                     |       |                                                   |                      |
| Kolumbie                                 | 2 : 4 | Venezuela                                         | Estadio Quito, Quito |
| Jhon Palacios 12' Santiago Buitriago 34' |       | Luis Rivas 16', 36' (pen.) Adrian Araque 39', 49' | Estadio Quito, Quito |

| 26. října 2018 20:30                                  |       |                    |                      |
| Ekvádor                                               | 3 : 1 | Kostarika          | Estadio Quito, Quito |
| Danny Vaca 28' Jorge Mendoza 32' Willian Espinoza 44' |       | Carlos Meneses 21' | Estadio Quito, Quito |

## Vyřazovací fáze
|  | Semifinále | Semifinále | Semifinále |  |  | Finále      | Finále      | Finále      |
|  |            |            |            |  |  |             |             |             |
|  |            | Brazílie   | 2          |  |  |             |             |             |
|  |            | Kolumbie   | 1          |  |  |             |             |             |
|  |            |            |            |  |  |             | Ekvádor     | 1 (2)       |
|  |            |            |            |  |  |             | Brazílie    | 1 (1)       |
|  |            | Ekvádor    | 3 (2)      |  |  |             |             |             |
|  |            | Uruguay    | 3 (0)      |  |  | Třetí místo | Třetí místo | Třetí místo |
|  |            |            |            |  |  |             | Uruguay     | 3           |
|  |            |            |            |  |  |             | Kolumbie    | 1           |

#### Semifinále
| 27. října 2018 20:00                      |       |                          |                      |
| Brazílie                                  | 2 : 1 | Kolumbie                 | Estadio Quito, Quito |
| Vitor da Silva Santos 1' Caio Miranda 17' |       | Jhon Palacios 51' (pen.) | Estadio Quito, Quito |

| 27. října 2018 21:30                              |       |                                        |                      |
| Ekvádor                                           | 3 : 3 | Uruguay                                | Estadio Quito, Quito |
| Pepo Morales 21' Danny Vaca 33' Jorge Mendoza 42' |       | Diego Perrone 3' Alvaro Recoba 7', 13' | Estadio Quito, Quito |

|                                            |       | Penaltový rozstřel            |  |
| Danny Vaca Willian Espinoza Franklin Salas | 2 : 0 | Richard Núñez Vinente Sanchez |  |

#### O 3. místo
| 28. října 2018 19:00 |       |          |                      |
| Uruguay              | 3 : 1 | Kolumbie | Estadio Quito, Quito |
|                      |       |          | Estadio Quito, Quito |

#### Finále
| 28. října 2018 20:00  |       |                 |                      |
| Ekvádor               | 1 : 1 | Brazílie        | Estadio Quito, Quito |
| Danny Vaca 46' (pen.) |       | Caio Miranda 4' | Estadio Quito, Quito |

|                                 |       | Penaltový rozstřel          |  |
| Danny Vaca Perez Franklin Salas | 2 : 1 | Gabriel Pessoa Boca Vitinho |  |